# Sergius Golowin
Sergius Golowin (Praga, 31 gennaio 1930 – Berna, 17 luglio 2006) è stato uno scrittore e bibliotecario svizzero, studioso di mitologia, esoterismo e folclore. È stato una delle personalità di maggior spicco del movimento anticonformista, a cavallo tra gli anni '50 e '60.

## Biografia
Sergius Golowin nacque a Praga nel 1930, da padre russo e madre svizzera. Nel 1933 la madre di Sergius Golowin, la poetessa Alla von Steiger, decise di tornare a vivere in Svizzera, portando con sé il figlio che all'epoca aveva 3 anni. Il padre di Sergius, lo scultore russo Alexander Golowin si trasferì invece a Parigi dove visse senza la famiglia per il resto della vita.
Dopo gli studi, Golowin diventò assistente bibliotecario al Berner Stadt und Universitätsbibliothek (« Biblioteca municipale e universitaria della città di Berna»), e fece parte della Jugendbewegung, la federazione che riuniva i differenti movimenti giovanili. Dal 1957 al 1968, lavorò come archivista a Burgdorf.
Deputato al Gran Consiglio bernese dal 1971 al 1981 per il partito Landesring der Unabhängigen (LdU), la sua attività politica fu focalizzata principalmente sulle questioni culturali del mondo giovanile e le tematiche ecologiste.
Sergius Golowin scrisse numerosi saggi sul folclore e l'esoterismo. Per aver contribuito a far conoscere la cultura e le tradizioni di coloro che vivono ai margini della società, nel 1974 gli fu assegnato lo Schweizerische Schillerstiftung, il premio assegnato dall'Istituto Schiller che è il più antico riconoscimento culturale elvetico.
Sergius Golowin è stato un testimone diretto degli eventi più significativi della sua epoca. Aiutò Timothy Leary nel suo esilio svizzero, fu amico di Friedrich Dürrenmatt, conobbe Martin "Tino" Schippert, il fondatore degli « Hells Angels » svizzeri e venne ritratto da H.R. Giger. Fu presente al celebre Symposium für Alchemie di Urs Tremp, presenziò al primo concerto di Polo Hofer e del suo gruppo Rumpelstilz, che sostennero successivamente la sua campagna elettorale.
In occasione dello Fichenskandal, la scoperta in Svizzera nel 1989 di dossier segreti sui nemici potenziali dello stato elvetico durante la Guerra Fredda, venne reso noto che Sergius Golowin era stato schedato dalle autorità svizzere come «prominentester Nonkonformist von Bern» (« l'anticonformista più in vista di Berna»).
Nel 1973 Golowin con la band Kosmischen Kurieren e la collaborazione di Klaus Schulze, ex membro dei Tangerine Dream, incise "Lord Krishna von Goloka", esperimento musicale eclettico e bizzarro dove improvvisazioni elettroniche e acustiche si fondono con la voce narrante di Golowin. L'album divenne con gli anni un disco di culto e viene riconosciuto da alcuni fan e critici come uno dei classici del Krautrock.

## Opere

### In tedesco
- Dada im Mittelalter: Notizen zu einer Antiliteratur, Libertad Verlag, 1981
- Die weisen Frauen: Die Hexen und ihr Heilwissen, Goldmann, 1989
- Die Magie der verbotenen Märchen: Von Hexenkräutern und Feendrogen, Merlin-Verlag, 1974
- Theophrastus Paracelsus im Märchenland: Aus der Volksüberlieferung des ausgehenden Mittelalters, Sinwel-Verlag, 1962

### In inglese
- The Gypsy Dreambook, Red Wheel/Weiser, 1987

### In italiano
- Il libro completo dei tarocchi. Tutti i segreti e i preziosi insegnamenti delle 78 carte degli zingari, Roma, 2000
- Gatto: amico, mago, Milano, 1990